# Hospital Universitario Valle de Hebrón
El Hospital Universitario Valle de Hebrón (Hospital Universitari Vall d'Hebron en catalán) es un centro sanitario de titularidad pública, administrado por el Servicio Catalán de Salud (CatSalut). El complejo, inaugurado el 5 de octubre de 1955, se encuentra ubicado en el distrito Horta-Guinardó de Barcelona y a pesar de su nombre, está situado entre los barrios de Montbau y Sant Genís dels Agudells, en los límites con el barrio de El Valle de Hebrón.
Actualmente es el complejo hospitalario más importante de Cataluña, y un estudio privado realizado en el año 2009, lo sitúa como uno de los cuatro grandes hospitales de referencia nacional en España y uno de los veinte mejores, incluyendo públicos y privados de todo el país.

## Historia
El actual Hospital Universitario fue inaugurado con el nombre inicial de Hospital General y posteriormente de Residencia Sanitaria Francisco Franco el 5 de octubre de 1955, con la presencia del jefe del Estado y del entonces ministro de Trabajo, José Antonio Girón de Velasco. Por aquel entonces era el hospital más moderno de España y uno de los mejores de Europa.[cita requerida] La edificación se incluía dentro del Plan de Instalaciones del Instituto Nacional de Previsión de construir residencias sanitarias para el Seguro Obligatorio de Enfermedad, que había sido creado en 1942.

## Centros del hospital

### Centros asistenciales
- Área General:

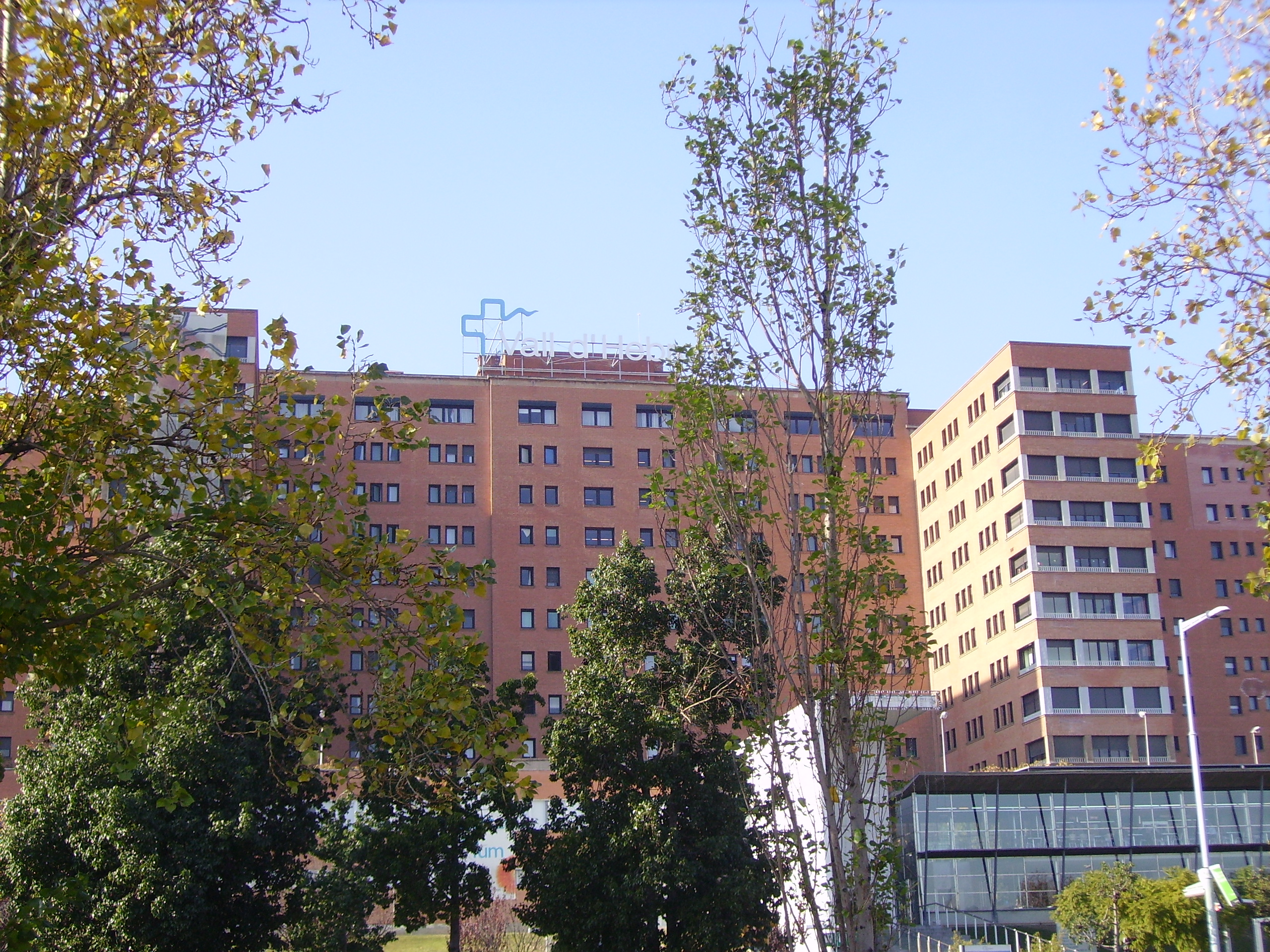
Fachada principal

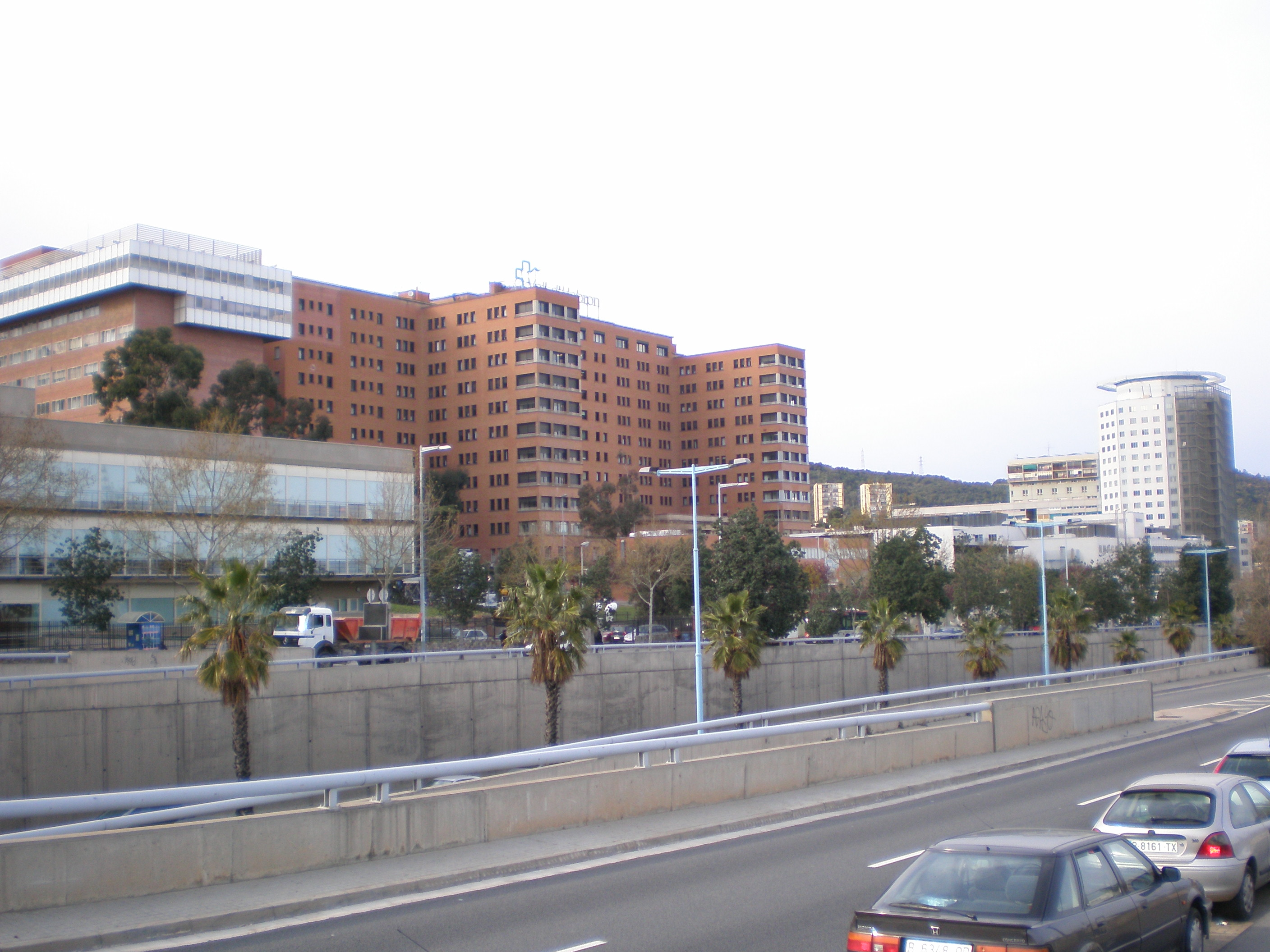
Vista general

Especialidades: Anestesiología y Reanimación, Angiocardiología, Angiología y Cirugía Vascular, Aparato Digestivo/Endoscopia, Bioquímica, Cardiología, Cirugía Cardíaca, Cirugía General, Hemofilia, Medicina Intensiva, Medicina Interna/Enfermedades Infecciosas, Nefrología, Neurofisiología, Neurología, Oftalmología, Cirugía Oral y Maxilofacial, Cirugía Plástica y Quemados, Cirugía Torácica, Dermatología, Farmacia, Farmacología clínica, Hematología y Hemoterapia, Oncología, Otorrinolaringología, Neumología, Radiodiagnóstico, Urología, Física, Radioterapia.
- Área Materno-Infantil:

Especialidades: Pediatría, Cirugía Pediátrica, Anestesiología, Escolares y Adolescentes, Oncología, Hematología, Nefrología, Neonatología, Lactantes, Curas Intensivas y Quemados, Radiodiagnóstico, Laboratorios, Farmacia, Obstetricia, Ginecología.
- Área de Traumatología y Rehabilitación:

Especialidades: Cirugía Ortopédica y Traumatología, Rehabilitación, Anestesiología y Reanimación
- Unidad de Cirugía sin ingreso :

Especialidades: cirugía oftálmica, oral y maxilofacial, tratamiento de varices, cirugía general y digestiva, ginecología, otorrinolaringología, cirugía plástica y de la mano, y artroscopias. El Valle Hebrón tiene también una UCSI en el Parque Sanitario Pere Virgili.
El Hospital Valle de Hebrón acoge además varios centros docentes universitarios, empresas públicas de servicios sanitarios, centros de investigación, laboratorios y otras instalaciones complementarias.

### Otros centros
- Banco de Sangre y Tejidos

- Unidad de Anatomía Patológica, Microbiología y Parasitología

- Área de Diagnóstico por la Imagen

- Fundación para la Investigación Biomédica y la Docencia

- Agencia para la Gestión del Conocimiento y la Docencia

- Centro de Investigaciones en Bioquímica y Biología Molecular

- Facultad de Medicina de la UAB

- Escuela Universitaria de Enfermería

- Instituto de Oncología Valle de Hebrón (VHIO)

## Ubicación
El hospital está ubicado en el distrito de Horta-Guinardó. Por vía terrestre, se puede llegar a través de la Ronda de Dalt. También por transporte público, tanto en autobús como en metro (Estación de Vall d'Hebron).